# Colchicum sieheanum
Colchicum sieheanum är en tidlöseväxtart som beskrevs av Heinrich Carl Haussknecht och Stef. Colchicum sieheanum ingår i släktet tidlösor, och familjen tidlöseväxter. Inga underarter finns listade i Catalogue of Life.